# والی کانادا
والی کانادا (انگلیسی: Vale Canada) شرکت معدن بریتانیایی کانادایی است، که در سال ۱۹۰۲ تأسیس شد.